# Kalyptrazetes desaussurei
Kalyptrazetes desaussurei är en kvalsterart som beskrevs av Sandór Mahunka 1983. Kalyptrazetes desaussurei ingår i släktet Kalyptrazetes och familjen Microzetidae. Inga underarter finns listade i Catalogue of Life.